# Xysticus

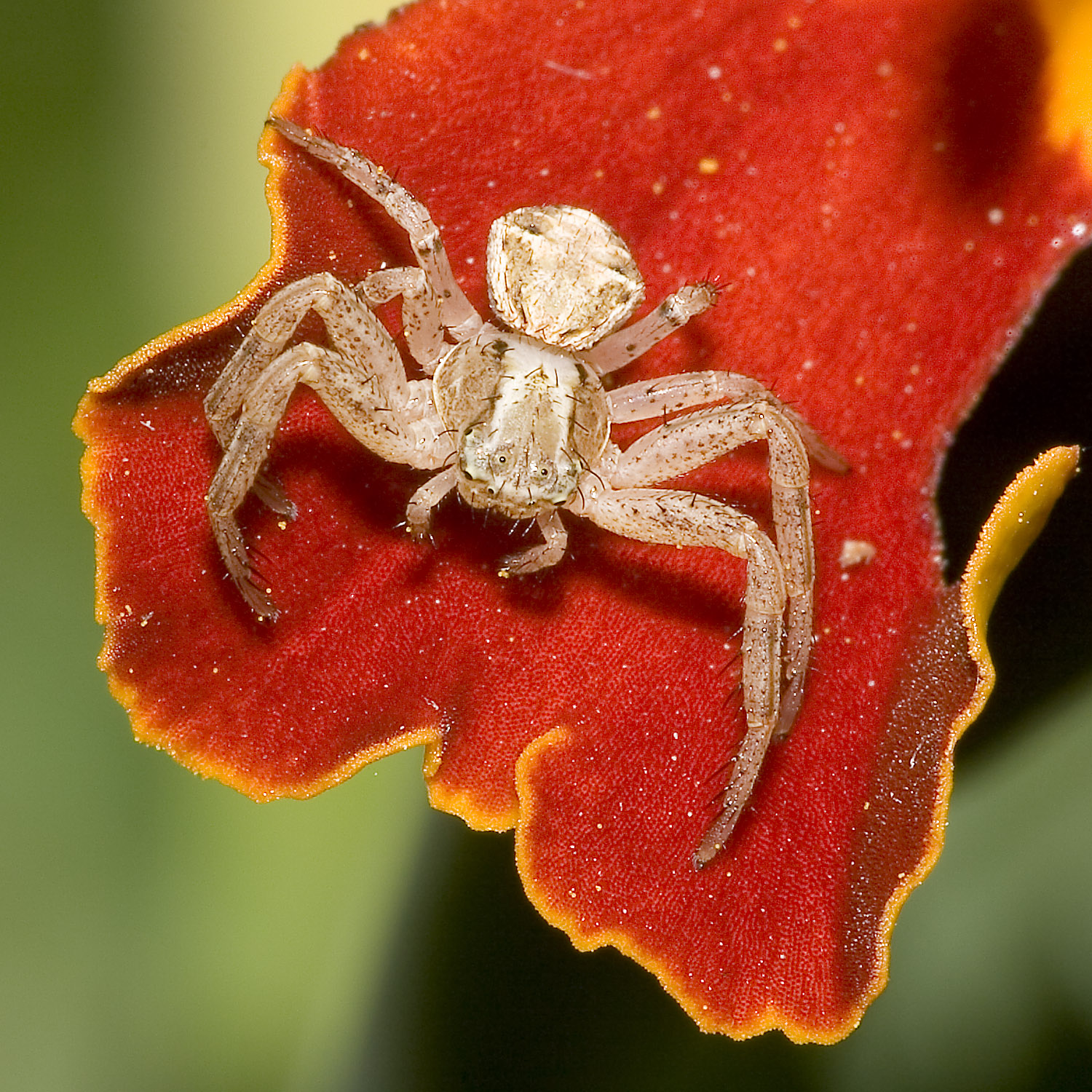
Xysticus sp.

Xysticus és un gènere d'aranyes araneomorfes de la família dels tomísids (Thomisidae). Fou descrit per primera vegada per C. L. Koch el 1835.
Les espècies d'aquest gènere són cosmopolites i es troben en tots els continents excepte als pols.

## Taxonomia
Segons el World Spider Catalog amb data de 18 de gener de 2019 hi ha les següents espècies:
- Xysticus abditus Logunov, 2006
- Xysticus abramovi Marusik & Logunov, 1995
- Xysticus acerbus Thorell, 1872
- Xysticus acquiescens Emerton, 1919
- Xysticus advectus O. Pickard-Cambridge, 1890
- Xysticus adzharicus Mcheidze, 1971
- Xysticus aethiopicus L. Koch, 1875
- Xysticus albertensis Dondale, 2008
- Xysticus albidus Grese, 1909
- Xysticus albolimbatus Hu, 2001
- Xysticus alboniger Turnbull, Dondale & Redner, 1965
- Xysticus aletaiensis Hu & Wu, 1989
- Xysticus alpicola Kulczyński, 1882
- Xysticus alpinistus Ono, 1978
- Xysticus alpinus Kulczyński, 1887
- Xysticus alsus Song & Wang, 1994
- Xysticus altaicus Simon, 1895
- Xysticus altitudinis Levy, 1976
- Xysticus ampullatus Turnbull, Dondale & Redner, 1965
- Xysticus anatolicus Demir, Aktas & Topçu, 2008
- Xysticus apachecus Gertsch, 1933
- Xysticus apalacheus Gertsch, 1953
- Xysticus apertus Banks, 1898
- Xysticus apricus L. Koch, 1876
- Xysticus aprilinus Bryant, 1930
- Xysticus arenarius Thorell, 1875
- Xysticus arenicola Simon, 1875
- Xysticus argenteus Jézéquel, 1966
- Xysticus asper (Lucas, 1838)
- Xysticus atevs Ovtsharenko, 1979
- Xysticus atrimaculatus Bösenberg & Strand, 1906
- Xysticus auctificus Keyserling, 1880
- Xysticus audax (Schrank, 1803)
- Xysticus audaxoides Zhang, Zhang & Song, 2004
- Xysticus austrosibiricus Logunov & Marusik, 1998
- Xysticus autumnalis L. Koch, 1875
- Xysticus aztecus Gertsch, 1953
- Xysticus bacurianensis Mcheidze, 1971
- Xysticus bakanas Marusik & Logunov, 1990
- Xysticus baltistanus (Caporiacco, 1935)
- Xysticus banksi Bryant, 1933
- Xysticus barbatus Caporiacco, 1936
- Xysticus benefactor Keyserling, 1880
- Xysticus bengalensis Tikader & Biswas, 1974
- Xysticus bengdakus Saha & Raychaudhuri, 2007
- Xysticus beni Strand, 1913
- Xysticus berlandi Schenkel, 1963
- Xysticus bermani Marusik, 1994
- Xysticus bharatae Gajbe & Gajbe, 1999
- Xysticus bicolor L. Koch, 1867
- Xysticus bicuspis Keyserling, 1887
- Xysticus bifasciatus C. L. Koch, 1837
- Xysticus bimaculatus L. Koch, 1867
- Xysticus bliteus (Simon, 1875)
- Xysticus bohdanowiczi Zhang, Zhu & Song, 2004
- Xysticus bolivari Gertsch, 1953
- Xysticus bonneti Denis, 1938
- Xysticus bradti Gertsch, 1953
- Xysticus breviceps O. Pickard-Cambridge, 1885
- Xysticus brevidentatus Wunderlich, 1995
- Xysticus britcheri Gertsch, 1934
- Xysticus brunneitibiis Caporiacco, 1939
- Xysticus bufo (Dufour, 1820)
- Xysticus californicus Keyserling, 1880
- Xysticus canadensis Gertsch, 1934
- Xysticus canariensis (Wunderlich, 1987)
- Xysticus caperatoides Levy, 1976
- Xysticus caperatus Simon, 1875
- Xysticus caspicus Utochkin, 1968
- Xysticus caucasius L. Koch, 1878
- Xysticus chaparralis Schick, 1965
- Xysticus charitonowi Mcheidze, 1971
- Xysticus chippewa Gertsch, 1953
- Xysticus chui Ono, 1992
- Xysticus clavulus (Wunderlich, 1987)
- Xysticus clercki (Audouin, 1826)
- Xysticus cochise Gertsch, 1953
- Xysticus coloradensis Bryant, 1930
- Xysticus concinnus Kroneberg, 1875
- Xysticus concretus Utochkin, 1968
- Xysticus concursus Gertsch, 1934
- Xysticus conflatus Song, Tang & Zhu, 1995
- Xysticus connectens Kulczyński, 1901
- Xysticus cor Canestrini, 1873
- Xysticus corsicus Simon, 1875
- Xysticus courti Marusik & Omelko, 2014
- Xysticus cribratus Simon, 1885
- Xysticus crispabilis Song & Gao, 1996
- Xysticus cristatus (Clerck, 1757)
- Xysticus croceus Fox, 1937
- Xysticus cunctator Thorell, 1877
- Xysticus curtus Banks, 1898
- Xysticus daisetsuzanus Ono, 1988
- Xysticus dali Li & Yang, 2008
- Xysticus davidi Schenkel, 1963
- Xysticus deichmanni Sørensen, 1898
- Xysticus demirsoyi Demir, Topçu & Türkes, 2006
- Xysticus denisi Schenkel, 1963
- Xysticus desidiosus Simon, 1875
- Xysticus discursans Keyserling, 1880
- Xysticus diversus (Blackwall, 1870)
- Xysticus dolpoensis Ono, 1978
- Xysticus doriai (Dalmas, 1922)
- Xysticus durus (Sørensen, 1898)
- Xysticus dzhungaricus Tyschchenko, 1965
- Xysticus edax (O. Pickard-Cambridge, 1872)
- Xysticus egenus Simon, 1886
- Xysticus elegans Keyserling, 1880
- Xysticus elephantus Ono, 1978
- Xysticus ellipticus Turnbull, Dondale & Redner, 1965
- Xysticus emertoni Keyserling, 1880
- Xysticus ephippiatus Simon, 1880
- Xysticus erraticus (Blackwall, 1834)
- Xysticus facetus O. Pickard-Cambridge, 1896
- Xysticus fagei Lessert, 1919
- Xysticus federalis Gertsch, 1953
- Xysticus ferox (Hentz, 1847)
- Xysticus ferrugineus Menge, 1876
- Xysticus ferruginoides Schenkel, 1963
- Xysticus ferus O. Pickard-Cambridge, 1876
- Xysticus fervidus Gertsch, 1953
- Xysticus fienae (Jocqué, 1993)
- Xysticus flavitarsis Simon, 1877
- Xysticus flavovittatus Keyserling, 1880
- Xysticus floridanus Banks, 1896
- Xysticus fraternus Banks, 1895
- Xysticus fuerteventurensis (Wunderlich, 1992)
- Xysticus funestus Keyserling, 1880
- Xysticus furtivus Gertsch, 1936
- Xysticus gallicus Simon, 1875
- Xysticus gattefossei Denis, 1956
- Xysticus geometres L. Koch, 1874
- Xysticus gertschi Schick, 1965
- Xysticus ghigii Caporiacco, 1938
- Xysticus gobiensis Marusik & Logunov, 2002
- Xysticus gortanii Caporiacco, 1922
- Xysticus gosiutus Gertsch, 1933
- Xysticus gracilis Keyserling, 1880
- Xysticus graecus C. L. Koch, 1837
- Xysticus grallator Simon, 1932
- Xysticus grohi (Wunderlich, 1992)
- Xysticus guizhou Song & Zhu, 1997
- Xysticus gulosus Keyserling, 1880
- Xysticus havilandi Lawrence, 1942
- Xysticus hedini Schenkel, 1936
- Xysticus helophilus Simon, 1890
- Xysticus hepaticus Simon, 1903
- Xysticus himalayaensis Tikader & Biswas, 1974
- Xysticus hindusthanicus Basu, 1965
- Xysticus hui Platnick, 1993
- Xysticus humilis Redner & Dondale, 1965
- Xysticus ibex Simon, 1875
- Xysticus ictericus L. Koch, 1874
- Xysticus idolothytus Logunov, 1995
- Xysticus illaudatus Logunov, 1995
- Xysticus imitarius Gertsch, 1953
- Xysticus indiligens (Walckenaer, 1837)
- Xysticus insulicola Bösenberg & Strand, 1906
- Xysticus iviei Schick, 1965
- Xysticus jabalpurensis Gajbe & Gajbe, 1999
- Xysticus jaharai Basu, 1979
- Xysticus japenus Roewer, 1938
- Xysticus jiangi Peng, Yin & Kim, 2000
- Xysticus jinlin Song & Zhu, 1995
- Xysticus joyantius Tikader, 1966
- Xysticus jugalis L. Koch, 1875
- Xysticus kalandadzei Mcheidze & Utochkin, 1971
- Xysticus kali Tikader & Biswas, 1974
- Xysticus kamakhyai Tikader, 1962
- Xysticus kansuensis Tang, Song & Zhu, 1995
- Xysticus kashidi Tikader, 1963
- Xysticus kaznakovi Utochkin, 1968
- Xysticus kempeleni Thorell, 1872
- Xysticus keyserlingi Bryant, 1930
- Xysticus khasiensis Tikader, 1980
- Xysticus kochi Thorell, 1872
- Xysticus kulczynskii Werjbitzky, 1902
- Xysticus kurilensis Strand, 1907
- Xysticus kuzgi Marusik & Logunov, 1990
- Xysticus labradorensis Keyserling, 1887
- Xysticus laetus Thorell, 1875
- Xysticus lalandei (Audouin, 1826)
- Xysticus lanio C. L. Koch, 1835
- Xysticus lanzarotensis (Wunderlich, 1992)
- Xysticus lapidarius Utochkin, 1968
- Xysticus lassanus Chamberlin, 1925
- Xysticus laticeps Bryant, 1933
- Xysticus latitabundus Logunov, 1995
- Xysticus lehtineni Fomichev, Marusik & Koponen, 2014
- Xysticus lendli Kulczyński, 1897
- Xysticus lepnevae Utochkin, 1968
- Xysticus lesserti Schenkel, 1963
- Xysticus lindbergi Roewer, 1962
- Xysticus lineatus (Westring, 1851)
- Xysticus locuples Keyserling, 1880
- Xysticus loeffleri Roewer, 1955
- Xysticus logunovi Seyfulina & Mikhailov, 2004
- Xysticus logunovi Ono & Martens, 2005
- Xysticus lucifugus Lawrence, 1937
- Xysticus luctans (C. L. Koch, 1845)
- Xysticus luctator L. Koch, 1870
- Xysticus luctuosus (Blackwall, 1836)
- Xysticus lutzi Gertsch, 1935
- Xysticus macedonicus Šilhavý, 1944
- Xysticus maculatipes Roewer, 1962
- Xysticus maculiger Roewer, 1951
- Xysticus madeirensis (Wunderlich, 1992)
- Xysticus manas Song & Zhu, 1995
- Xysticus marmoratus Thorell, 1875
- Xysticus martensi Ono, 1978
- Xysticus marusiki Ono & Martens, 2005
- Xysticus metinaktasi Demir, Seyyar & Türker, 2017
- Xysticus minor Charitonov, 1946
- Xysticus mongolicus Schenkel, 1963
- Xysticus montanensis Keyserling, 1887
- Xysticus mugur Marusik, 1990
- Xysticus mulleri Lawrence, 1952
- Xysticus multiaculeatus Caporiacco, 1940
- Xysticus mundulus O. Pickard-Cambridge, 1885
- Xysticus namaquensis Simon, 1910
- Xysticus natalensis Lawrence, 1938
- Xysticus nataliae Utochkin, 1968
- Xysticus nenilini Marusik, 1989
- Xysticus nepalhimalaicus Ono, 1978
- Xysticus nevadensis (Keyserling, 1880)
- Xysticus nigriceps Berland, 1922
- Xysticus nigromaculatus Keyserling, 1884
- Xysticus nigropunctatus L. Koch, 1867
- Xysticus nigrotrivittatus (Simon, 1870)
- Xysticus ninnii Thorell, 1872
- Xysticus nitidus Hu, 2001
- Xysticus novokhatskyii Fomichev, 2015
- Xysticus nubilus Simon, 1875
- Xysticus nyingchiensis Song & Zhu, 1995
- Xysticus obesus Thorell, 1875
- Xysticus obscurus Collett, 1877
- Xysticus ocala Gertsch, 1953
- Xysticus orizaba Banks, 1898
- Xysticus ovadan Marusik & Logunov, 1995
- Xysticus ovatus Simon, 1876
- Xysticus ovcharenkoi Marusik & Logunov, 1990
- Xysticus paiutus Gertsch, 1933
- Xysticus palawanicus Barrion & Litsinger, 1995
- Xysticus palpimirabilis Marusik & Chevrizov, 1990
- Xysticus parallelus Simon, 1873
- Xysticus parapunctatus Song & Zhu, 1995
- Xysticus pearcei Schick, 1965
- Xysticus peccans O. Pickard-Cambridge, 1876
- Xysticus pellax O. Pickard-Cambridge, 1894
- Xysticus peltiformus Zhang, Zhu & Song, 2004
- Xysticus peninsulanus Gertsch, 1934
- Xysticus periscelis Simon, 1908
- Xysticus pieperi Ono & Martens, 2005
- Xysticus pigrides Mello-Leitão, 1929
- Xysticus pingshan Zhang, Zhu & Song, 2004
- Xysticus pinocorticalis (Wunderlich, 1992)
- Xysticus posti Sauer, 1968
- Xysticus potamon Ono, 1978
- Xysticus pretiosus Gertsch, 1934
- Xysticus promiscuus O. Pickard-Cambridge, 1876
- Xysticus pseudobliteus (Simon, 1880)
- Xysticus pseudocristatus Azarkina & Logunov, 2001
- Xysticus pseudolanio Wunderlich, 1995
- Xysticus pseudoluctuosus Marusik & Logunov, 1995
- Xysticus pseudorectilineus (Wunderlich, 1995)
- Xysticus pulcherrimus Keyserling, 1880
- Xysticus punctatus Keyserling, 1880
- Xysticus pygmaeus Tyschchenko, 1965
- Xysticus pynurus Tikader, 1968
- Xysticus quadratus Tang & Song, 1988
- Xysticus quadrispinus Caporiacco, 1933
- Xysticus quagga Jocqué, 1977
- Xysticus rainbowi Strand, 1901
- Xysticus rectilineus (O. Pickard-Cambridge, 1872)
- Xysticus robinsoni Gertsch, 1953
- Xysticus robustus (Hahn, 1832)
- Xysticus rockefelleri Gertsch, 1953
- Xysticus roonwali Tikader, 1964
- Xysticus rostratus Ono, 1988
- Xysticus rugosus Buckle & Redner, 1964
- Xysticus ryukyuensis Ono, 2002
- Xysticus sabulosus (Hahn, 1832)
- Xysticus saganus Bösenberg & Strand, 1906
- Xysticus sagittifer Lawrence, 1927
- Xysticus sansan Levy, 2007
- Xysticus sardiniensis (Wunderlich, 1995)
- Xysticus schoutedeni Lessert, 1943
- Xysticus secedens L. Koch, 1876
- Xysticus semicarinatus Simon, 1932
- Xysticus seserlig Logunov & Marusik, 1994
- Xysticus setiger O. Pickard-Cambridge, 1885
- Xysticus sharlaa Marusik & Logunov, 2002
- Xysticus shillongensis Tikader, 1962
- Xysticus shyamrupus Tikader, 1966
- Xysticus sibiricus Kulczyński, 1908
- Xysticus siciliensis Wunderlich, 1995
- Xysticus sicus Fox, 1937
- Xysticus sikkimus Tikader, 1970
- Xysticus silvestrii Simon, 1905
- Xysticus simonstownensis Strand, 1909
- Xysticus simplicipalpatus Ono, 1978
- Xysticus sinaiticus Levy, 1999
- Xysticus sjostedti Schenkel, 1936
- Xysticus slovacus Svaton, Pekár & Prídavka, 2000
- Xysticus soderbomi Schenkel, 1936
- Xysticus soldatovi Utochkin, 1968
- Xysticus spasskyi Utochkin, 1968
- Xysticus sphericus (Walckenaer, 1837)
- Xysticus spiethi Gertsch, 1953
- Xysticus squalidus Simon, 1883
- Xysticus striatipes L. Koch, 1870
- Xysticus subjugalis Strand, 1906
- Xysticus tampa Gertsch, 1953
- Xysticus tarcos L. Koch, 1875
- Xysticus taukumkurt Marusik & Logunov, 1990
- Xysticus tenebrosus Šilhavý, 1944
- Xysticus tenuiapicalis Demir, 2012
- Xysticus texanus Banks, 1904
- Xysticus thessalicoides Wunderlich, 1995
- Xysticus thessalicus Simon, 1916
- Xysticus tikaderi Bhandari & Gajbe, 2001
- Xysticus toltecus Gertsch, 1953
- Xysticus torsivoides Song & Zhu, 1995
- Xysticus torsivus Tang & Song, 1988
- Xysticus tortuosus Simon, 1932
- Xysticus transversomaculatus Bösenberg & Strand, 1906
- Xysticus triangulosus Emerton, 1894
- Xysticus triguttatus Keyserling, 1880
- Xysticus tristrami (O. Pickard-Cambridge, 1872)
- Xysticus trizonatus Ono, 1988
- Xysticus tsanghoensis Hu, 2001
- Xysticus tugelanus Lawrence, 1942
- Xysticus turkmenicus Marusik & Logunov, 1995
- Xysticus turlan Marusik & Logunov, 1990
- Xysticus tyshchenkoi Marusik & Logunov, 1995
- Xysticus ukrainicus Utochkin, 1968
- Xysticus ulkan Marusik & Logunov, 1990
- Xysticus ulmi (Hahn, 1831)
- Xysticus urbensis Lawrence, 1952
- Xysticus urgumchak Marusik & Logunov, 1990
- Xysticus vachoni Schenkel, 1963
- Xysticus variabilis Keyserling, 1880
- Xysticus verecundus Gertsch, 1934
- Xysticus verneaui Simon, 1883
- Xysticus viduus Kulczyński, 1898
- Xysticus viveki Gajbe, 2005
- Xysticus wagneri Gertsch, 1953
- Xysticus walesianus Karsch, 1878
- Xysticus winnipegensis Turnbull, Dondale & Redner, 1965
- Xysticus wuae Song & Zhu, 1995
- Xysticus wunderlichi Logunov, Marusik & Trilikauskas, 2001
- Xysticus xerodermus Strand, 1913
- Xysticus xiningensis Hu, 2001
- Xysticus xizangensis Tang & Song, 1988
- Xysticus xysticiformis (Caporiacco, 1935)
- Xysticus yebongensis Lee & Kim, 2018
- Xysticus yogeshi Gajbe, 2005
- Xysticus zonshteini Marusik, 1989

### Fòssils
Segons el World Spider Catalog versió 19.0 (2018), existeixen els següents gèneres fòssils:
- †Xysticus annulipes Bertkau, 1878
- †Xysticus archaeopalpus Leech & Matthews, 1971
- †Xysticus oeningensis (Heer, 1865)

## Galeria

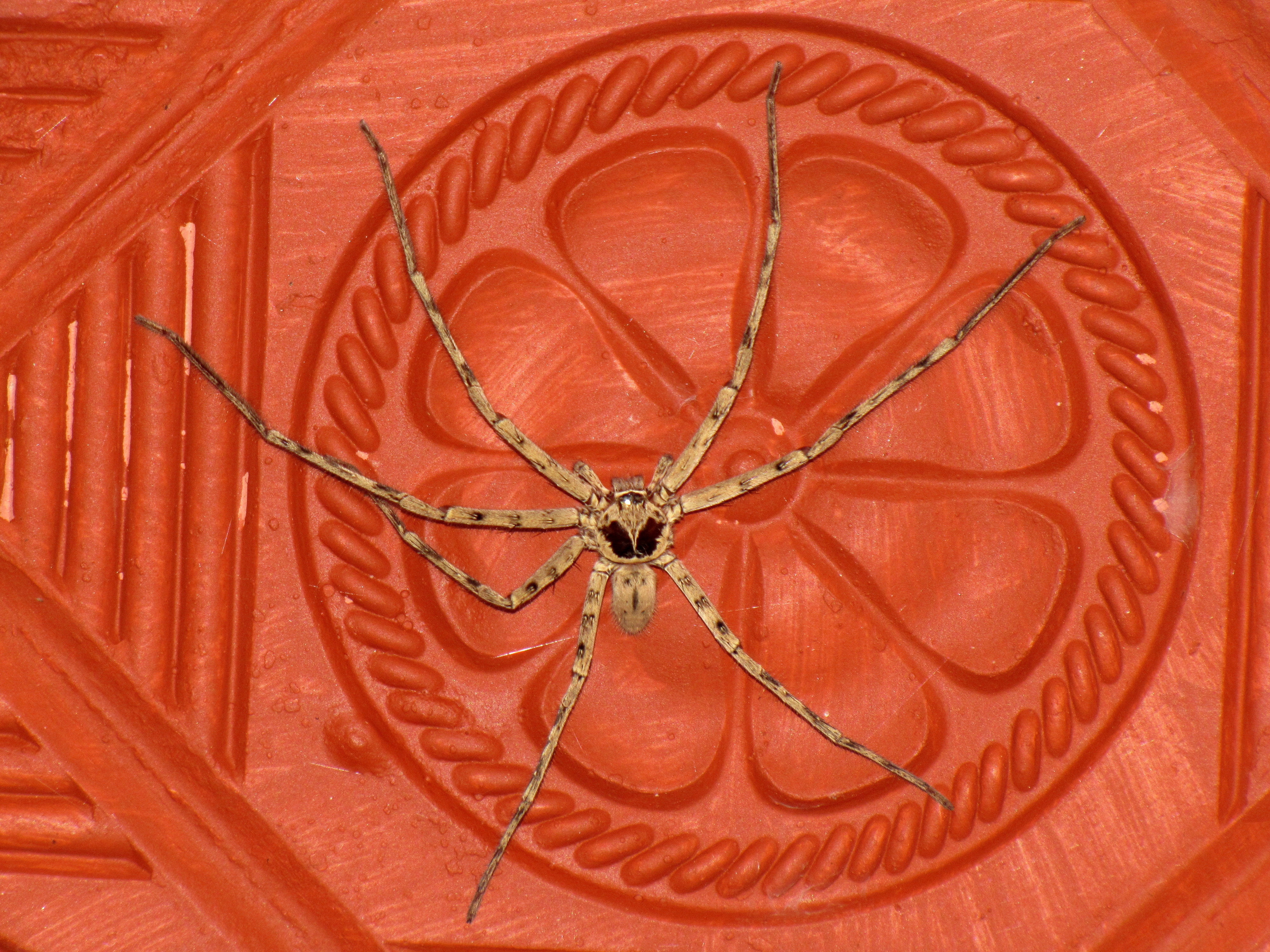
Mascle
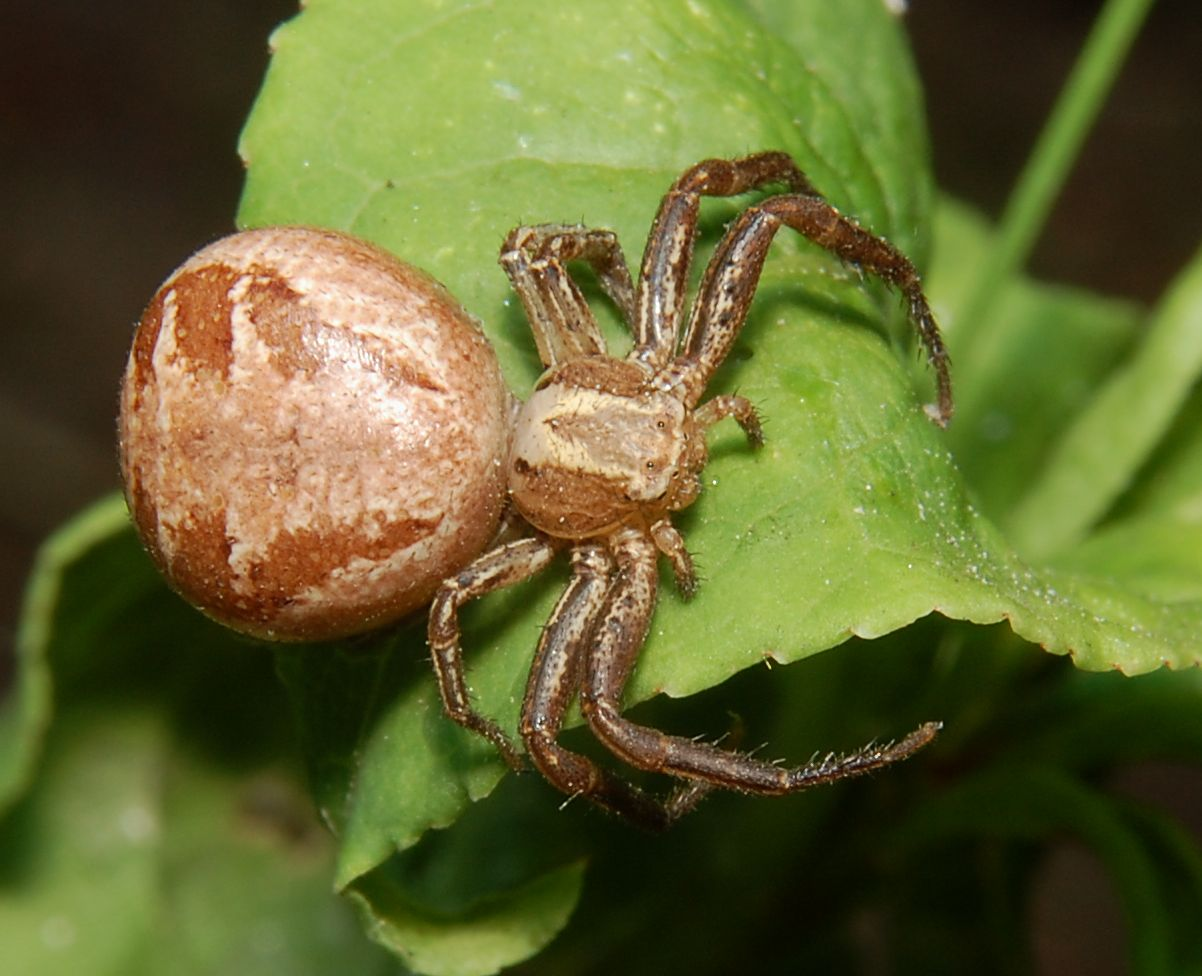
Xysticus audax
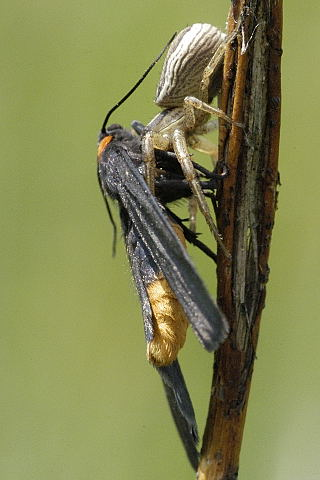
Xysticus cristatus
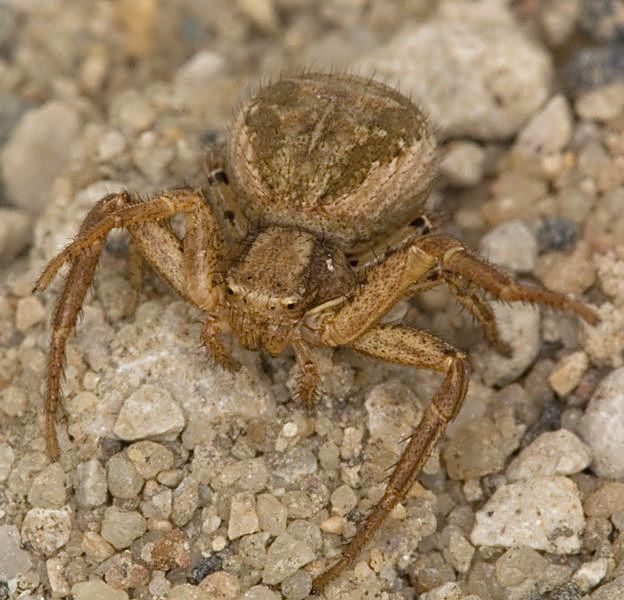
Femella de Xysticus kochi
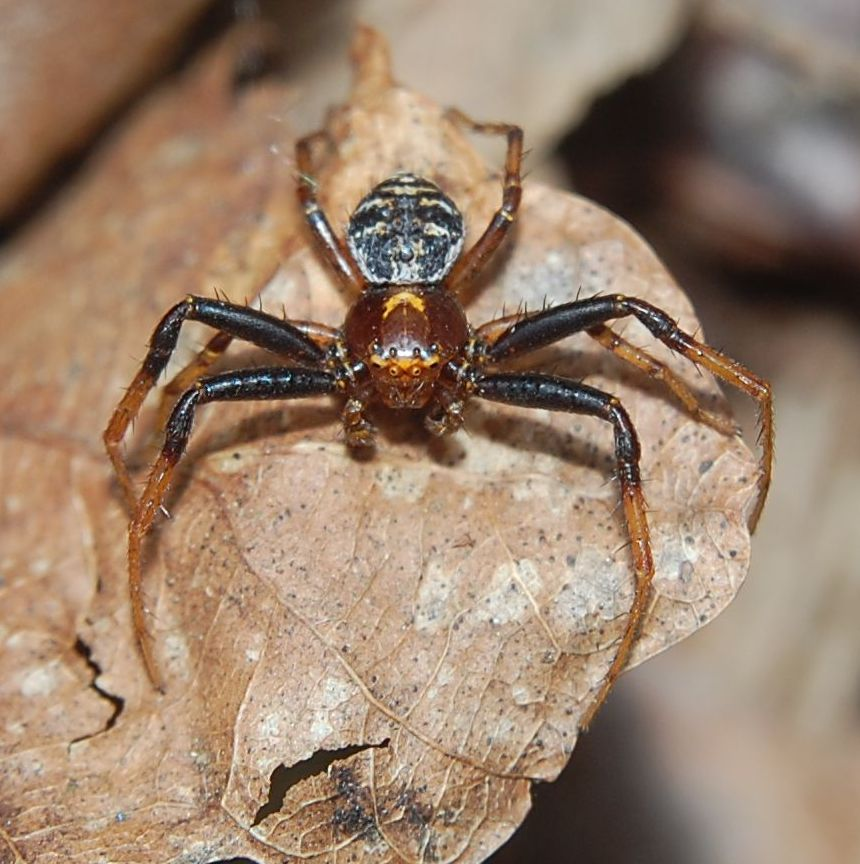
Xysticus lanio
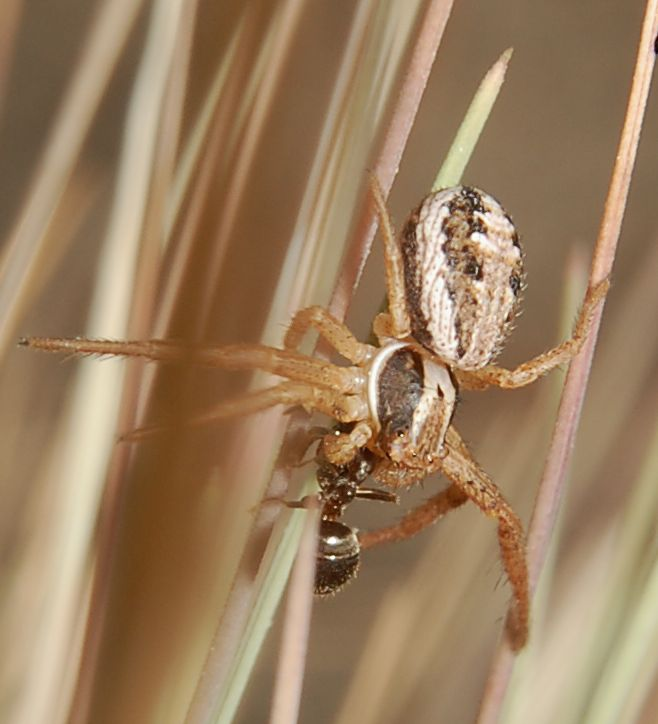
Xysticus ninnii
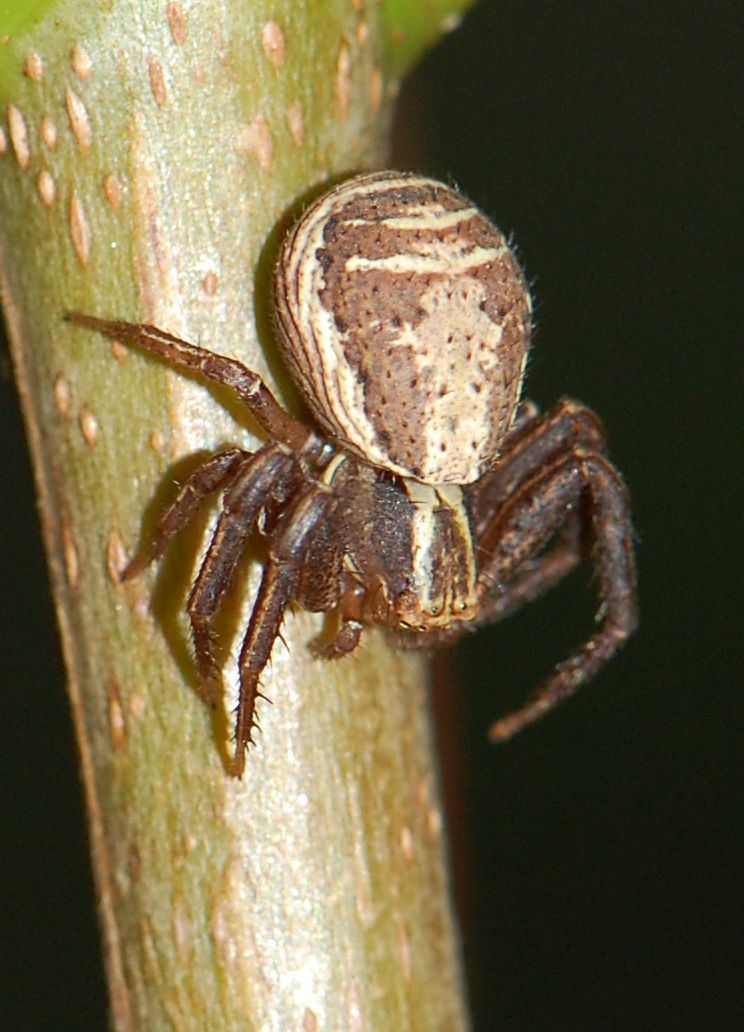
Xysticus ulmi